# نهائي كأس رابطة الأندية الإنجليزية المحترفة 2010
نهائي كأس رابطة الأندية الإنجليزية المحترفة 2010 هي المباراة النهائية من منافسة كأس رابطة الأندية الإنجليزية المحترفة 2009–10، أقيمت المباراة في 28 فبراير 2010، في ملعب ويمبلي، بين فريقي أستون فيلا، ومانشستر يونايتد، وفاز فيها مانشستر يونايتد، بعد أن هزم أستون فيلا، بنتيجة 1 - 2، وكان حكم المباراة فيل دود.

## تفاصيل المباراة
لعبت المباراة النهائية في 28 فبراير 2010.
| أستون فيلا | 1 -2 | مانشستر يونايتد |
| ---------- | ---- | --------------- |
|            |      |                 |